# Jurkovits Ferenc
Jurkovits Ferenc (Jurkovich/Jurkovics; Pozsony, 1855. november 15. – Budapest, Erzsébetváros, 1904. március 17.) főszakács, mester, számos ételkreáció megalkotója. Kezdeményezésére alakult meg, de már halála után, a Magyar Szakácsok Köre.

## Élete
Jurkovics Ferenc és Hartmann Anna fiaként született. Szakácsként és cukrászként is a legkiválóbbak közé tartozott. Számos kitűnő ételkreációjáról is ismert. Közülük fogaskotlettje még a két világháború közötti elegáns éttermek kínálatában is gyakori volt. A legjobb szakácskönyvek, mint például a Csáky Sándor-féle, vagy a Magyar Szakács 1939-es száma is közölték receptjét.
A bécsi Adler és Korona szállodák, a budapesti Grand Hotel Hungária és a Vadászkürt Szálló konyháján alapozta meg tudását. Később Palugyay Jakab étterme, a pozsonyi a Zöldfa Szálló főszakácsa volt ahol 1874-ben kenyéradója és barátja tiszteletére alkotta meg a Palugyay-gesztenyetortát. Az 1880-as évek közepétől haláláig, 18 éven át a „Hungária” konyhafőnöke volt. Az 1800-as évek második felében és az 1900-as években a szakács szakma legjobbjai is elismerték.
A szakácsok szakmai társasága (a korabeli híres pesti szállodákból és éttermekből, mint az Angol Királynő, a Vadászkürt, az István főherceg vagy a Magyar Király) az ő kezdeményezésére 1890-től már rendszeresen összejárt a pesti Régi posta utcai Stettner-féle kiskocsmában. Ez volt az előzménye az ő tiszteletére 1904 augusztusában Magyar Szakácsok Köre néven bejegyzett szakmai egyesületnek, melyet életében szorgalmazott.
1899-ben a szakácsok bálja rendező bizottságának elnöke volt, melynek védnökségét Glück Frigyes vállalta. 1900-ban a perzsa sah látogatásakor, mint a Grand Hotel Hungária konyhafőnökét ezüst éremmel jutalmazta. Mellette dolgozott, tanult, nevelkedett Görög Rezső, és tanítványa volt Tóth Árpád főszakács-vendéglős is.
A Ferenc József kereskedelmi kórházban hunyt el hasnyálmirigyrákban. Felesége Kretsmahr (Kretschmár) Anna volt. Két gyermekük született.

## Ismert ételkreációi
- Fogas kotlett Jurkovits Ferenc módjára
- Jurkovits-torta, másképp Palugyay-torta (1874)